# Lloret de raquetes muntanyenc
El lloret de raquetes muntanyenc (Prioniturus montanus) és una espècie d'ocell de la família dels psitàcids que habita la selva humida de les muntanyes de Luzon, a les illes Filipines.